# Мартинс, Фелипе
Фелипе Кампаноли Мартинс (порт.-браз. Felipe Campanholi Martins; 30 сентября 1990, Энженьейру-Белтран, Парана, Бразилия) — бразильский футболист, полузащитник клуба «Орландо Сити».

## Карьера
Начав свою карьеру в небольших клубах Рио-де-Жанейро, Фелипе в 2008 году подписал контракт с итальянским клубом «Падова» из Леги Про. Однако из-за небольшого порока сердца клуб расстался с ним. В начале 2009 года Фелипе успешно прошёл просмотр в английском клубе «Борнмут» из Лиги один и получил предложение заключить контракт.
Несмотря на большой интерес со стороны «Борнмута», Фелипе предпочёл перейти в швейцарский клуб «Винтертур» из Челлендж-лиги в январе 2009 года. Летом 2009 года Фелипе перешёл в клуб «Лугано» и провёл в нём три сезона, забив в общей сложности семь голов в 50 матчах. 21 июля 2011 года он был отдан в аренду клубу «Волен», где забил два гола в 15 матчах.

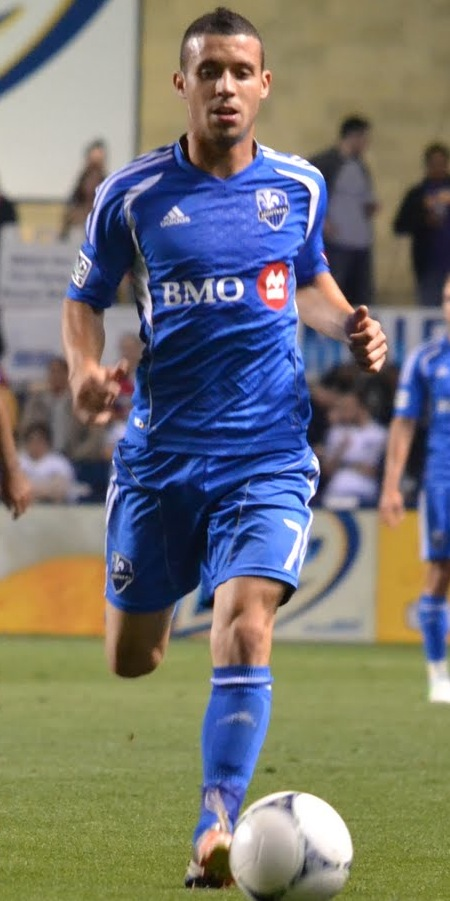
Фелипе в «Монреаль Импакт» (15 сентября 2012)

21 декабря 2011 года Фелипе подписал контракт с «Монреаль Импакт», новообразованным канадским клубом MLS. 10 марта 2012 года сыграл в матче стартового тура сезона против «Ванкувер Уайткэпс», ставшем для «Импакт» дебютом в MLS. 5 мая 2012 года в матче против «Спортинга Канзас-Сити» забил свой первый гол в MLS. Пропустил два последних матча сезона 2012 из-за операции по поводу спортивной грыжи. Всего в сезоне 2012 принял участие в 30 матчах чемпионата, забив четыре гола и отдав десять результативных передач. В сезоне 2013 принял участие в 32 матчах чемпионата, забив пять голов и отдав восемь результативных передач. Помог «Монреалю» выиграть Первенство Канады 2013, забив гол в ответном матче финала против «Ванкувера» 29 мая 2013 года. Принял участие в трёх матчах группового этапа Лиги чемпионов КОНКАКАФ 2013/14. В сентябре 2013 года Фелипе занял 13-е место в списке «24 до 24», рейтинге лучших молодых игроков MLS. В сезоне 2014 принял участие в 31 матче чемпионата, забив три гола и отдав шесть результативных передач. 4 июня 2014 года в ответном матче финала Первенства Канады 2014 против «Торонто» забил гол в компенсированное время второго тайма, принёсший «Монреалю» победу по сумме двух встреч и второй подряд национальный кубок. Принял участие в трёх матчах группового этапа Лиги чемпионов КОНКАКАФ 2014/15.
27 января 2015 года «Монреаль Импакт» обменял Фелипе и первое место в списке распределения игроков «Нью-Йорк Ред Буллз» на Амбруаза Ойонго, Эрика Александера, распределительные средства и место иностранного игрока. За «Ред Буллз» он дебютировал 8 марта 2015 года в матче стартового тура сезона против «Спортинга Канзас-Сити». 26 апреля 2015 года в матче против «Лос-Анджелес Гэлакси» забил свой первый гол за «Ред Буллз». 9 августа 2015 года забил свой второй гол в сезоне в дерби с «Нью-Йорк Сити». 20 сентября 2015 года в матче против «Портленд Тимберс» забил гол дальним ударом. Завершил сезон, сыграв в каждом матче «Ред Буллз», включая 34 матча в чемпионате, 3 матча Открытого кубка США и четыре матча плей-офф Кубка MLS. В составе «Нью-Йорк Ред Буллз» стал обладателем Supporters’ Shield 2015 за победу в регулярном чемпионате MLS. 8 января 2016 года Фелипе продлил контракт с «Нью-Йорк Ред Буллз» на несколько лет. 19 марта 2016 года в матче против «Хьюстон Динамо» оформил дубль, за что был признан игроком недели MLS. 29 апреля 2016 года в матче против «Далласа» забил гол и отдал голевую передачу. 13 июля 2016 года в матче против «Орландо Сити» забил гол со штрафного удара. 5 августа 2016 года был включён в символическую сборную первого тура группового этапа Лиги чемпионов КОНКАКАФ 2016/17 за игру против гватемальской «Антигуа». 29 июня 2017 года Фелипе подписал новый многолетний контракт с «Нью-Йорк Ред Буллз». 19 июля 2017 года забил свой первый гол в сезоне в матче против «Сан-Хосе Эртквейкс».
2 марта 2018 года «Нью-Йорк Ред Буллз» обменял Фелипе, $500 тыс. в целевых распределительных средствах и место иностранного игрока «Ванкувер Уайткэпс» на Тима Паркера. За «Кэпс» он дебютировал 4 марта 2018 года в матче стартового тура сезона против «Монреаль Импакт», выйдя на замену на 75-й минуте вместо Йорди Рейны. 17 октября 2018 года в матче против «Спортинга Канзас-Сити» забил свой первый гол за «Кэпс». 29 января 2019 года Фелипе перезаключил контракт с «Ванкувер Уайткэпс» до конца сезона 2020 с опцией продления на сезон 2021.
6 августа 2019 года Фелипе был обменян в «Ди Си Юнайтед» на $75 тыс. в целевых распределительных средствах и место иностранного игрока. За вашингтонский клуб дебютировал 11 августа 2019 года в матче против «Лос-Анджелес Гэлакси». 1 сентября 2020 года на тренировке порвал переднюю крестообразную связку правого колена, из-за чего выбыл из строя на срок до девяти месяцев и был внесён в список травмированных до конца сезона. 30 ноября 2020 года «Ди Си Юнайтед» отклонил опция продления контракта Фелипе, но 25 января 2021 года клуб переподписал контракт с игроком до конца сезона 2021 с опцией продления на сезон 2022. 18 сентября 2020 года в матче против «Атланты Юнайтед» он забил свой первый гол за «Ди Си Юнайтед». По окончании сезона 2021 «Ди Си Юнайтед» не стал продлевать контракт с Фелипе.
7 февраля 2022 года Фелипе на правах свободного агента присоединился к «Остину», подписав однолетний контракт с опцией продления на сезон 2023. За «Остин» дебютировал 26 февраля 2022 года в матче стартового тура сезона против «Цинциннати», заменив в конце второго тайма Себастьяна Дриусси. 9 июля 2022 года в матче против «Атланты Юнайтед» забил свой первый гол за «Остин». По окончании сезона 2022 «Остин» не продлил контракт с Фелипе.
22 ноября 2022 года Фелипе в качестве свободного агента присоединился к «Орландо Сити», подписав однолетний контракт с опцией продления на сезон 2024. За «Орландо Сити» дебютировал 7 марта 2023 года в первом матче ⅛ финала Лиги чемпионов КОНКАКАФ 2023 против мексиканского «Тигреса УАНЛ», выйдя на замену на 85-й минуте.

## Достижения
Командные
 «Монреаль Импакт»
- Победитель Первенства Канады: 2013, 2014

 «Нью-Йорк Ред Буллз»
- Победитель регулярного чемпионата MLS: 2015

## Статистика выступлений
| Выступление        | Выступление      | Выступление      | Лига | Лига | Кубок | Кубок | Континент | Континент | Остальные | Остальные | Итого | Итого |
| Клуб               | Лига             | Сезон            | Игры | Голы | Игры  | Голы  | Игры      | Голы      | Игры      | Голы      | Игры  | Голы  |
| ------------------ | ---------------- | ---------------- | ---- | ---- | ----- | ----- | --------- | --------- | --------- | --------- | ----- | ----- |
| Падова             | Лега Про         | 2008/09          | 4    | 0    | 1     | 0     | —         | —         | —         | —         | 5     | 0     |
| Винтертур          | Челлендж-лига    | 2008/09          | 10   | 2    | —     | —     | —         | —         | —         | —         | 10    | 2     |
| Лугано             | Челлендж-лига    | 2009/10          | 27   | 5    | 3     | 0     | —         | —         | 1         | 0         | 31    | 5     |
| Лугано             | Челлендж-лига    | 2010/11          | 23   | 2    | 3     | 1     | —         | —         | —         | —         | 26    | 3     |
| Лугано             | Итого            | Итого            | 50   | 7    | 6     | 1     | —         | —         | 1         | 0         | 57    | 8     |
| Волен              | Челлендж-лига    | 2011/12          | 15   | 2    | 3     | 1     | —         | —         | —         | —         | 18    | 3     |
| Монреаль Импакт    | MLS              | 2012             | 30   | 4    | 2     | 0     | —         | —         | —         | —         | 32    | 4     |
| Монреаль Импакт    | MLS              | 2013             | 32   | 5    | 2     | 1     | 3         | 0         | 1         | 0         | 38    | 6     |
| Монреаль Импакт    | MLS              | 2014             | 31   | 3    | 3     | 1     | 3         | 0         | —         | —         | 37    | 4     |
| Монреаль Импакт    | Итого            | Итого            | 93   | 12   | 7     | 2     | 6         | 0         | 1         | 0         | 107   | 14    |
| Нью-Йорк Ред Буллз | MLS              | 2015             | 34   | 3    | 3     | 0     | —         | —         | 4         | 0         | 41    | 3     |
| Нью-Йорк Ред Буллз | MLS              | 2016             | 33   | 5    | 1     | 0     | 4         | 0         | 2         | 0         | 40    | 5     |
| Нью-Йорк Ред Буллз | MLS              | 2017             | 33   | 2    | 5     | 0     | 2         | 0         | 3         | 0         | 43    | 2     |
| Нью-Йорк Ред Буллз | MLS              | 2018             | —    | —    | —     | —     | 1         | 0         | —         | —         | 1     | 0     |
| Нью-Йорк Ред Буллз | Итого            | Итого            | 100  | 10   | 9     | 0     | 7         | 0         | 9         | 0         | 125   | 10    |
| Ванкувер Уайткэпс  | MLS              | 2018             | 29   | 1    | 1     | 0     | —         | —         | —         | —         | 30    | 1     |
| Ванкувер Уайткэпс  | MLS              | 2019             | 18   | 1    | 2     | 0     | —         | —         | —         | —         | 20    | 1     |
| Ванкувер Уайткэпс  | Итого            | Итого            | 47   | 2    | 3     | 0     | —         | —         | —         | —         | 50    | 2     |
| Ди Си Юнайтед      | MLS              | 2019             | 9    | 0    | —     | —     | —         | —         | 1         | 0         | 10    | 0     |
| Ди Си Юнайтед      | MLS              | 2020             | 7    | 0    | —     | —     | —         | —         | —         | —         | 7     | 0     |
| Ди Си Юнайтед      | MLS              | 2021             | 27   | 1    | —     | —     | —         | —         | —         | —         | 27    | 1     |
| Ди Си Юнайтед      | Итого            | Итого            | 43   | 1    | —     | —     | —         | —         | 1         | 0         | 44    | 1     |
| Остин              | MLS              | 2022             | 28   | 1    | 1     | 0     | —         | —         | 3         | 0         | 32    | 1     |
| Орландо Сити       | MLS              | 2023             | 16   | 0    | 1     | 0     | 2         | 0         | 1         | 0         | 20    | 0     |
| Орландо Сити B     | MLS Next Pro     | 2023             | 1    | 0    | —     | —     | —         | —         | —         | —         | 1     | 0     |
| Всего за карьеру   | Всего за карьеру | Всего за карьеру | 407  | 37   | 31    | 4     | 15        | 0         | 16        | 0         | 469   | 41    |

1. ↑  Включает плей-офф между Суперлигой и Челлендж-лигой и плей-офф Кубка MLS.

Источники: Transfermarkt, Soccerway, Football Database EU.